# ند استارک
ادارد «ند» استارک (انگلیسی: Ned Stark) شخصیتی ساختگی در اولین کتاب جرج آر. آر. مارتین از سری رمان‌های تخیلی ترانه یخ و آتش و فصل اول اقتباس تلویزیونی آن است. ند استارک فرمانروای وینترفل می‌باشد.
او و همسرش کتلین تالی (میشل فرلی) پنج فرزند دارند: راب (ریچارد مدن) فرزند بزرگ خانواده، سانسا (سوفی ترنر) دختری زیبا، آریا (میسی ویلیامز) دختری بازیگوش، برن (ایزاک همپستد رایت) پسری ماجراجو و ریکن (آرت پارکینسون) کوچک‌ترین فرزند آن‌هاست. همچمین دوست صمیمی پادشاه یعنی رابرت براتیون (مارک ادی) می‌باشد. در فصل اول مجموعه تلویزیونی تاج و تخت به عنوان مشاور اعظم انتخاب می‌شود. خاندان لنیستر از دشمنان استارک‌ها به‌شمار می‌آیند.